# Серебряные коньки
«Сере́бряные коньки́» (англ. Hans Brinker, or the Silver Skates, «Ханс Бринкер, или Серебряные коньки») — роман американской писательницы Мэри Мэйпс Додж, впервые опубликованный в 1865 году. Действие романа происходит в Нидерландах, представляя собой яркий художественный портрет голландской жизни в начале XIX века, а также вдохновляющую историю о юношеской чести.

## Сюжет
Голландия, 1840-е годы, канун праздника святого Николаса.
Бедный, но трудолюбивый и благородный 15-летний Ханс Бринкер и его младшая сестра Гретель из городка Брук-ин-Ватерланд очень хотят участвовать в конькобежных состязаниях на канале. Главный приз соревнования — серебряные коньки. Шансы ребят на победу невелики, поскольку вместо настоящих коньков они катаются на деревянных полозьях с ремешками, которые выточил Ханс, но перспектива выиграть приз настолько заманчива, что ребята загораются этой идеей.
Отец Ханса и Гретель, Рафф Бринкер, уже десять лет страдает психическим расстройством и амнезией из-за черепно-мозговой травмы, полученной в результате падения с плотины и потому не работает и сидит дома. Госпожа Бринкер, Ханс и Гретель вынуждены много работать, чтобы содержать семью. Однажды Ханс случайно встречается с известным хирургом Букманом и просит его обследовать отца, но эти услуги очень дороги, а сам доктор после потери жены и исчезновения сына стал чёрствым и грубым. Ханс предлагает доктору деньги, собранные им для покупки стальных коньков, чтобы заплатить за консультацию. В конце концов, Ханс убеждает доктора Букмана осмотреть отца. Выясняется, что травма Раффа Бринкера вызвала отёк мозга и спасти его может только крайне рискованная хирургическая операция. После длительных колебаний мать Ханса даёт согласие на операцию, которую доктор проводит прямо дома у больного. Операция проходит успешно, к Раффу возвращаются память и силы. 
Доктор Букман проводит операцию бесплатно, а на имеющиеся сбережения Ханс покупает коньки для себя и Гретель, чтобы участвовать в соревновании. Гретель выигрывает турнир среди девочек, а Ханс сознательно уступает в гонке своему другу в турнире мальчиков, отдавая ему ремешок от конька, чтобы тот смог продолжить соревнования.
К Раффу Бринкеру полностью возвращается память, и он сообщает Букману, что сын доктора, которого тот считал пропавшим много лет назад, оставил ему послание, которое Рафф собирался передать доктору, но из-за потери памяти не смог. Таким образом, благодаря маловероятному стечению обстоятельств, доктор Букман смог воссоединиться с сыном, уехавшим в Англию и сменившим имя.
Также, благодаря выздоровлению Раффа, жизнь Бринкеров резко изменилась — удивительным образом нашлись закопанные рядом с домом семейные сбережения (тысяча гульденов), которые все считали утраченными десять лет назад.
Родители Ханса и Гретель прожили долгую и счастливую жизнь. Доктор Букман помог Хансу поступить в медицинское училище, и Ханс стал отличным врачом. Гретель также счастлива во взрослой жизни.

## Экранизации
- 1958 — телевизионный мюзикл «Hans Brinker and the Silver Skates» режиссёра Сидни Люмета. В роли Ханса — Таб Хантер[1].
- 1962 — фильм Дисней с Рони Зинером в главной роли.
- 1969 — телевизионный мюзикл NBC. В роли Ханса — Робин Асквит.
- 1998 — современная адаптация по мотивам произведения «Brink!» для Disney Channel. События проходят в Лос-Анджелесе (США) и вращаются вокруг роликовых состязаний[2].
- 2020 — российская историческая драма «Серебряные коньки», источником вдохновения для которой послужила книга.